# وضعيات الولادة
يرجع مصطلح وضعيات الولادة (أو وضع الأم أثناء الولادة)إلى وضعيات الجسد التي ربما تتخذها الأم الحامل أثناء عملية الولادة. فبالإضافة إلى وضع الانسداح والذي لا يزال استخدامه شائعا بين العديد من أطباء التوليد، هناك وضعيات أخرى تستخدم بنجاح من قبل القائمين على الولادة والقابلات التقليديات حول العالم.
نَقل انجلمان- طبيب نساء وتوليد أمريكي- في عمله " العمل بين الشعوب البدائية"  وضعيات الولادة بين الثقافات البدائية إلى العالم الغربى؛ حيث أنهم كثيراً مايستخدمون وضعية القرفصاء ووضعية الوقوف ووضعية الركوع بالإضافة إلى وضعية الزحف على الأطراف الأربعة، ويشار إلى هذه الوضعيات بوضعيات الولادة المعتدلة أو المستقيمة.

## وضعيات الولادة المعتدلة في المجمل
العديد من الناس في البلدان الغربية يروجون لاتخاذ وضعيات الولادة المعتدلة خصوصًا وضع القرفصاء.
أن تكون المرأة في وضع معتدل أثناء خروج الطفل يزيد من اتساع الحوض بنسبة تتراوح بين 28-30%؛  وهذا يعطى مساحة أكبر لدوران وخروج الطفل، هناك أيضا انخفاضاً بنسبة 54% في حالات عدم انتظام ضربات القلب لدى الجنين عندما تكون وضعية الام معتدلة.هذه الوضعيات أيضاً يمكن أن تقلل من مدة المرحلة الثانية لخروج الجنين، بالإضافة إلى تقليل خطر الولادة القيصرية الطارئة بنسبة 29%، كما يقلل الاحتياج لإعطاء تخدير فوق الجافية.
وتتراوح الوضعيات المختلفة في معدلات حدوث التمزق العِجانى.

## وضع القرفصاء
يُعطى وضع القرفصاء أكبر ضغط داخل تجويف الحوض مع أقل جهد على العضلات. وتتسع فيه قناة الولادة بنسبة من 20% إلى 30% أكثر من أي وضع آخر. ويُنصح باستخدام هذا الموضع في المرحلة الثانية من الولادة.

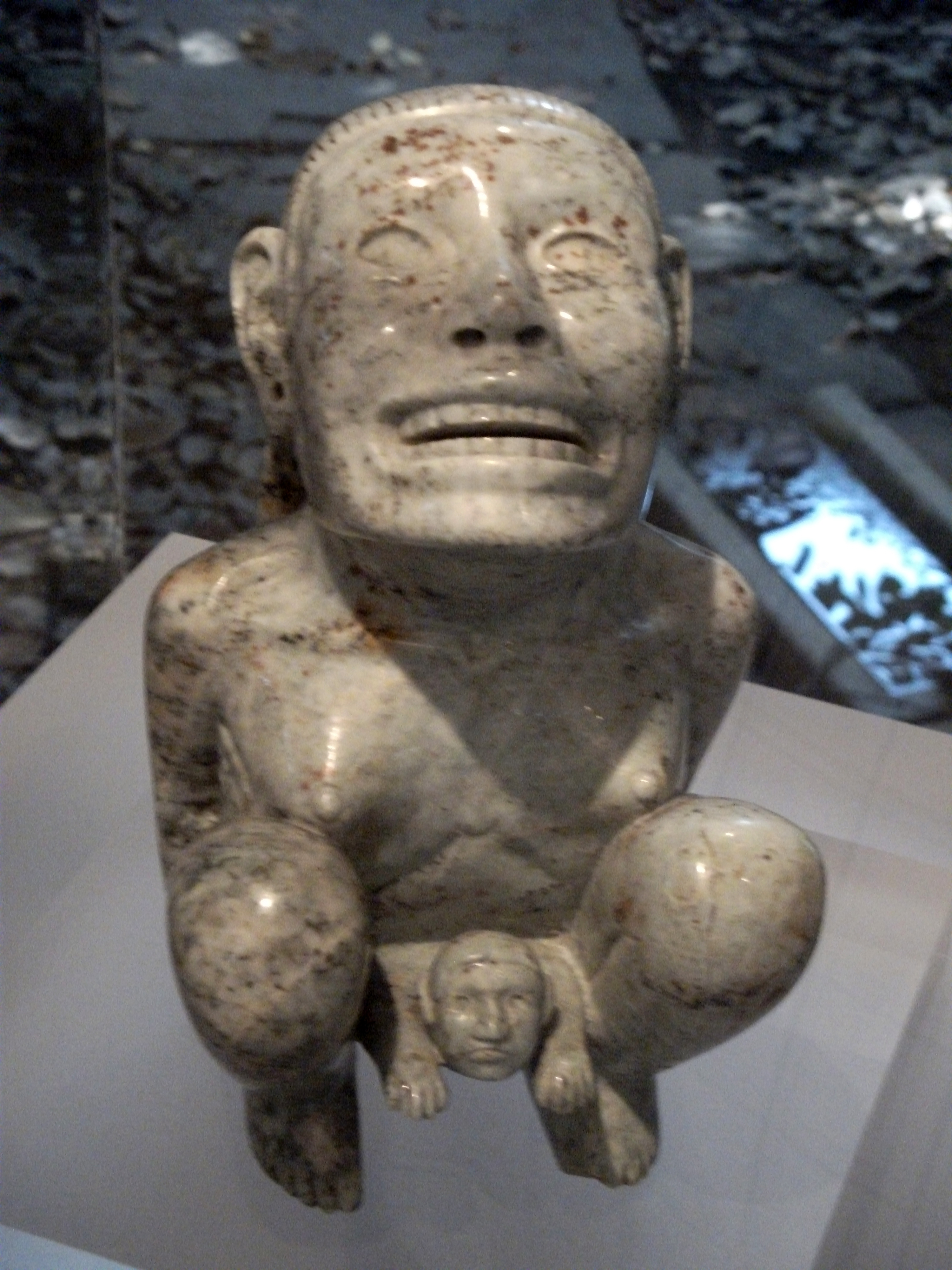
ولادة دمبارتون أوكس

ولوجود صعوبة في اتخاذ وضع القرفصاء مع إنزال الكعب للأسفل؛ فغالباً ما يتم اللجوء إلى حل وسط كوضع دعامة تحت الكعب المرفوع أو أن يقوم شخص آخر بالدعم.
في مصر القديمة كانت النساء تضع الأطفال بينما هي في وضع القرفصاء على زوجين من الطوب، كان يسمى طوب الولادة.

## وضع الزحف على الأطراف الأربعة
بعض الأمهات يختارون وضع الزحف على الأطراف الأربعة بصورة غريزية، يمكن أن يحسن ذلك وضع الطفل في حالة سوء حالة خروج الرأس. ولتوافق هذا الوضع مع الجاذبية الأرضية، فإنه يقلل من ألم الظهر كما تكون الأم قادرة على إمالة فخذيها.

## وضع الاضجاع على الجانب
يمكن أن يساعد الاضجاع على الجانب على نزول الطفل إلى قناة الولادة، وبالتالى يمكن أن يعطى ذلك وقت أكثر للعجان حتى يتسع طبيعياً. ولتكون الأم في هذا الوضع يجب عليها الاستلقاء على جنبها مع ثنى ركبتها.
ولا يستخدم هذا الوضع الجاذبية ولكن لايزال لديه مميزات عن وضع الانسداح، على سبيل المثال أنه لا يصبح فيه الوريد الأجوف تحت الرحم وهو ما يقلل من تدفق الدم للأم والجنين.

## وضع الانسداح
في وضع الانسداح تقوم الأم بالاستلقاء على ظهرها مع رفع ساقيها للأعلى على حوامل خاصة مع جعل ردفيها بالقرب من حافة الطاولة.
ويعتبر هذا الوضع مريح أكثر لمقدمين الرعاية لأنه يسمح لهم بسهولة أكثر للوصول للعجان، ولكنه غير مريح لمعظم المرضى بالنظر إلى الضغط الحاصل على جدار المهبل وذلك بسبب وضع الطفل غير المستوى والمجهود المبذول ضد الجاذبية.